# Aless
Aless, bürgerlich Alessia Capparelli (* 17. Juni 1998 in Bratislava), ist eine slowakische Sängerin und Rapperin.

## Leben
Die in Bratislava geborene Aless hat italienische Wurzeln und begann ihre Karriere im 2015. Sie veröffentlichte mit 17 (2015) und 18 (2017) ihre ersten beiden Alben. 2018 veröffentlichte sie auf YouTube einen Coversong des Lieds Rockstar von Post Malone, das ihr viel Häme einbrachte. Kurze Zeit später wurde das Lied von der Plattform entfernt. Als sie beruflich in Frankreich unterwegs war, wurde sie in einen Motorrollerunfall verwickelt. Diesen Schicksalsschlag begann sie für ihre Musik umzusetzen.
2019 veröffentlichte sie noch unter dem Eindruck des Unfalls ihr drittes Album Druhá šanca, mit dem sie erstmals die Charts erreichte. In der 21. Kalenderwoche des Jahres 2019 kam sie auf den 66. Platz in den slowakischen Albums Top 100. Insgesamt war das Album drei Wochen in den Charts vertreten. In der Folge war sie für die slowakischen Musikpreise Rukahove Music Awards und OTO Award nominiert.
Im Jahr 2020 veröffentlichte sie mit Ženatomá ihr viertes Album und 2021 mit Slobodná eine EP.
Im Rahmen des zum dritten Mal ausgetragenen Boxturniers Fight Night Challenge absolvierte Aless am 27. Dezember 2022 einen Promikampf gegen die slowakische Sängerin Dominika Mirgová.

## Privates
Aless ist mit den Fußballspieler Ľubomír Šatka liiert, welcher für die slowakische Nationalmannschaft spielt.

## Diskografie

### Alben
- 2015: 17 (Ruka Hore)
- 2017: 18 (Ruka Hore)
- 2019: Druhá šanca (Ruka Hore)
- 2020: Ženatomá (Ruka Hore)

### EPs
- 2021: Slobodná (Ruka Hore)

### Singles
- 2015: Narodená pre výhru
- 2015: Naozaj real
- 2015: Iné hodnoty
- 2016: Bez argumentov (feat. DMS)
- 2017: Sami sebou
- 2018: Čakám
- 2019: Kráľovná noci (feat. Sharlota)
- 2020: Wild
- 2020: Balance
- 2021: Cit
- 2021: Slobodná (mit Ben Cristovao)
- 2022: FNC